# Valentin Gendrey
Valentin André Stanislas Gendrey (La Garenne-Colombes, Francia, 21 de junio de 2000) es un futbolista francés. Juega de defensa y su equipo es el TSG 1899 Hoffenheim de la 1. Bundesliga de Alemania.

## Trayectoria
Formado en las inferiores del Amiens S. C., debutó con el primer equipo en la Ligue 2 el 22 de agosto de 2020 en la victoria por la mínima ante el A. S. Nancy.
El 29 de julio de 2021 fichó por la U. S. Lecce de Italia. En su primer año en el equipo consiguieron ascender a la Serie A, categoría en la que jugó 74 partidos las siguientes dos temporadas.
El 27 de agosto de 2024 fue traspasado al TSG 1899 Hoffenheim alemán.

## Selección nacional
Fue internacional juvenil por la selección sub-18 de Francia.

## Estadísticas
Actualizado al último partido disputado el 19 de abril de 2025.
| Club                           | Div.          | Temporada     | Liga  | Liga  | Copas nacionales | Copas nacionales | Copas internacionales | Copas internacionales | Total | Total |
| Club                           | Div.          | Temporada     | Part. | Goles | Part.            | Goles            | Part.                 | Goles                 | Part. | Goles |
| ------------------------------ | ------------- | ------------- | ----- | ----- | ---------------- | ---------------- | --------------------- | --------------------- | ----- | ----- |
| Amiens S. C. "II" Francia      | 5.ª           | 2017-18       | 4     | 1     | —                | —                | —                     | —                     | 4     | 1     |
| Amiens S. C. "II" Francia      | 5.ª           | 2018-19       | 23    | 0     | —                | —                | —                     | —                     | 23    | 0     |
| Amiens S. C. "II" Francia      | 5.ª           | 2019-20       | 10    | 0     | —                | —                | —                     | —                     | 10    | 0     |
| Amiens S. C. "II" Francia      | Total club    | Total club    | 37    | 1     | 0                | 0                | 0                     | 0                     | 37    | 1     |
| Amiens S. C. Francia           | 2.ª           | 2020-21       | 20    | 0     | 1                | 0                | —                     | —                     | 21    | 0     |
| Amiens S. C. Francia           | 2.ª           | 2021-22       | 1     | 0     | —                | —                | —                     | —                     | 1     | 0     |
| Amiens S. C. Francia           | Total club    | Total club    | 21    | 0     | 1                | 0                | 0                     | 0                     | 22    | 0     |
| U. S. Lecce · Italia           | 2.ª           | 2021-22       | 29    | 0     | 3                | 0                | —                     | —                     | 32    | 0     |
| U. S. Lecce · Italia           | 1.ª           | 2022-23       | 37    | 0     | 1                | 0                | —                     | —                     | 38    | 0     |
| U. S. Lecce · Italia           | 1.ª           | 2023-24       | 37    | 2     | 1                | 0                | —                     | —                     | 38    | 2     |
| U. S. Lecce · Italia           | 1.ª           | 2024-25       | 2     | 0     | 1                | 0                | —                     | —                     | 3     | 0     |
| U. S. Lecce · Italia           | Total club    | Total club    | 105   | 2     | 6                | 0                | 0                     | 0                     | 111   | 2     |
| TSG 1899 Hoffenheim · Alemania | 1.ª           | 2024-25       | 22    | 1     | 1                | 0                | 5                     | 1                     | 28    | 2     |
| TSG 1899 Hoffenheim · Alemania | Total club    | Total club    | 22    | 1     | 1                | 0                | 5                     | 1                     | 28    | 2     |
| Total carrera                  | Total carrera | Total carrera | 185   | 4     | 8                | 0                | 5                     | 1                     | 198   | 5     |

## Palmarés

### Títulos nacionales
| Título  | Club        | País   | Año     |
| ------- | ----------- | ------ | ------- |
| Serie B | U. S. Lecce | Italia | 2021-22 |

## Vida personal
Gendrey es descendiente guadalupeño, y primo lejano del exfutbolista Olivier Dacourt.